# Білий Городок (Приволзьке сільське поселення)
Білий Городок (рос. Белый Городок) — залізнична станція в Кімрському районі Тверської області Російської Федерації.
Населення становить 21 особу. Входить до складу муніципального утворення Приволзьке сільське поселення.

## Історія
Від 2005 року входить до складу муніципального утворення Приволзьке сільське поселення.

## Населення
| 2010 |
| ---- |
| 21   |